# Мелецина
Мелецина, Мелетинка (пол. Melecinka) — гірський потік в Україні, у Рожнятівському районі Івано-Франківської області у Галичині. Права притока Чечви, (басейн Дністра).

## Опис
Довжина річки 9 км, найкоротша відстань між витоком і гирлом — 8,00  км, коефіцієнт звивистості потоку — 1,13 . Формується багатьма безіменними гірськими струмками. Потік тече у гірському масиві Ґорґани.

## Розташування
Бере початок на північних схилах гори Вулкан (1018,2 м). Тече переважно на північний захід через урочище Паровець, понад горою Причалок (835,4 м) і в урочищі Брусне у південно-західній околиці села Луги впадає у річку Чечву, ліву притоку Лімниці.